# Izgrev (distrikt i Bulgarien, Blagoevgrad)
Izgrev (bulgariska: Изгрев) är ett distrikt i Bulgarien.   Det ligger i kommunen Obsjtina Blagoevgrad och regionen Blagoevgrad, i den västra delen av landet, 80 km söder om huvudstaden Sofia.
Trakten runt Izgrev består till största delen av jordbruksmark. Runt Izgrev är det ganska tätbefolkat, med 54 invånare per kvadratkilometer.